# Szépilona kocsiszín
A Szépilona kocsiszín egy budapesti kocsiszín.

## Jellemzői
A Budapest XII. kerületében a Budakeszi út 9–11. szám alatt elhelyezkedő épület 1870-ben épült, ezzel a legidősebb a máig használt budapesti kocsiszínek között. Elsősorban ČKD–BKV Tatra T5C5K típusú villamosok tárolására használják, amelyek az 56-os, 56A, 59-es, 59A, 59B, és 61-es vonalakat szolgálják ki. Villamosfordításra a telephely előtti deltavágány ad lehetőséget.
Itt állomásozik egy Roessemann és Kühnemann-BSzKRt 70-es típusjelzésű hóseprő mozdony is.

## Képtár

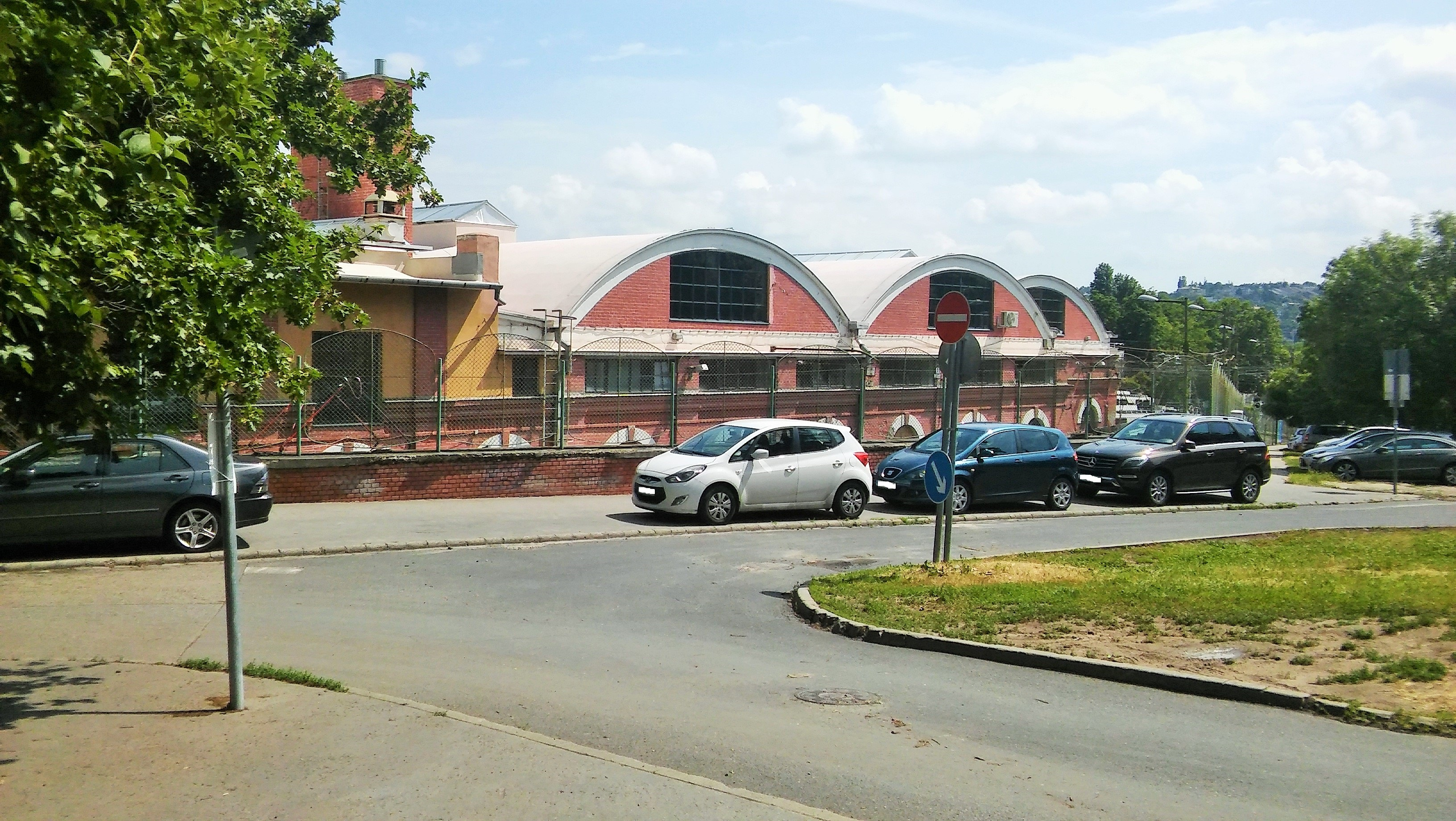
épületrészletek
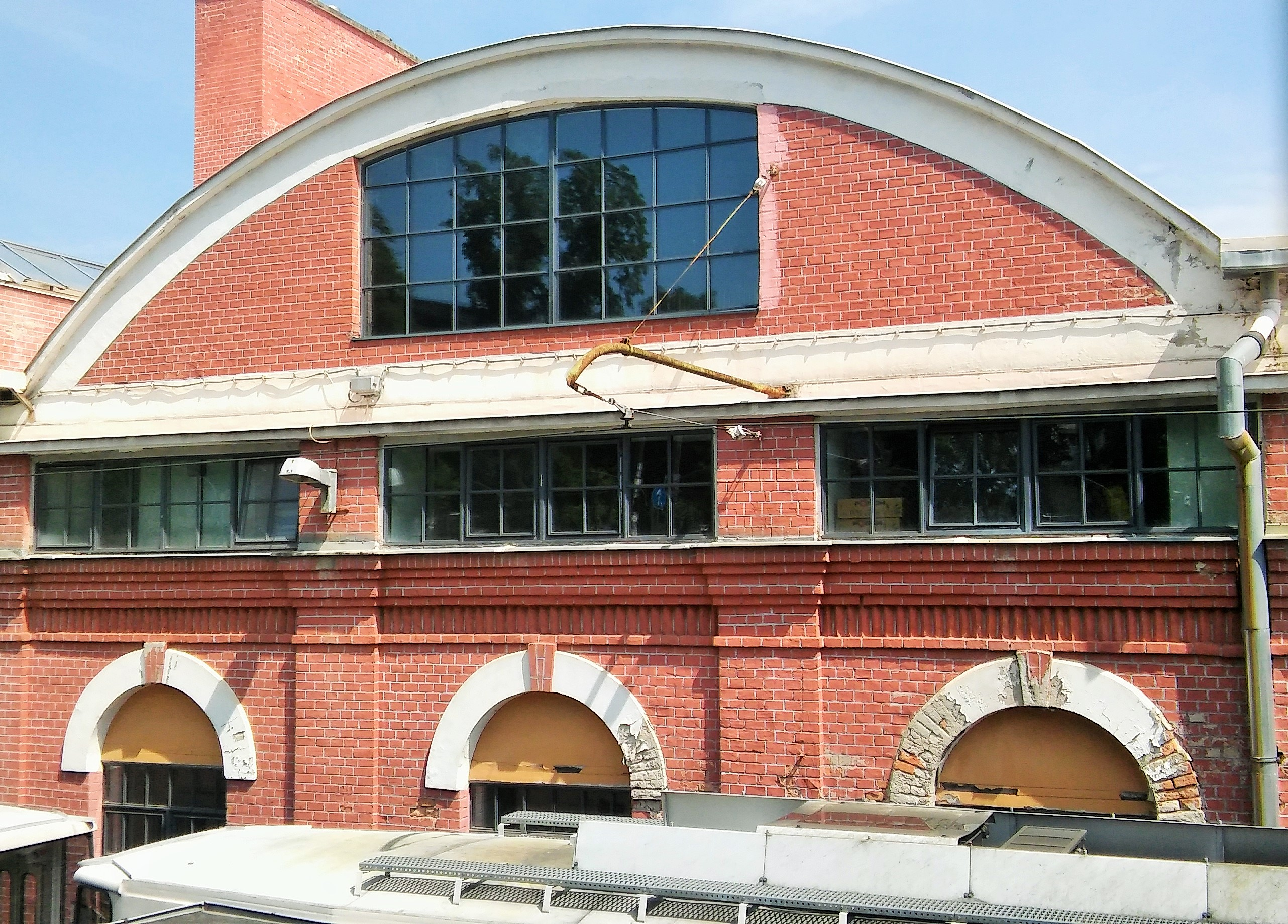
épületrészletek
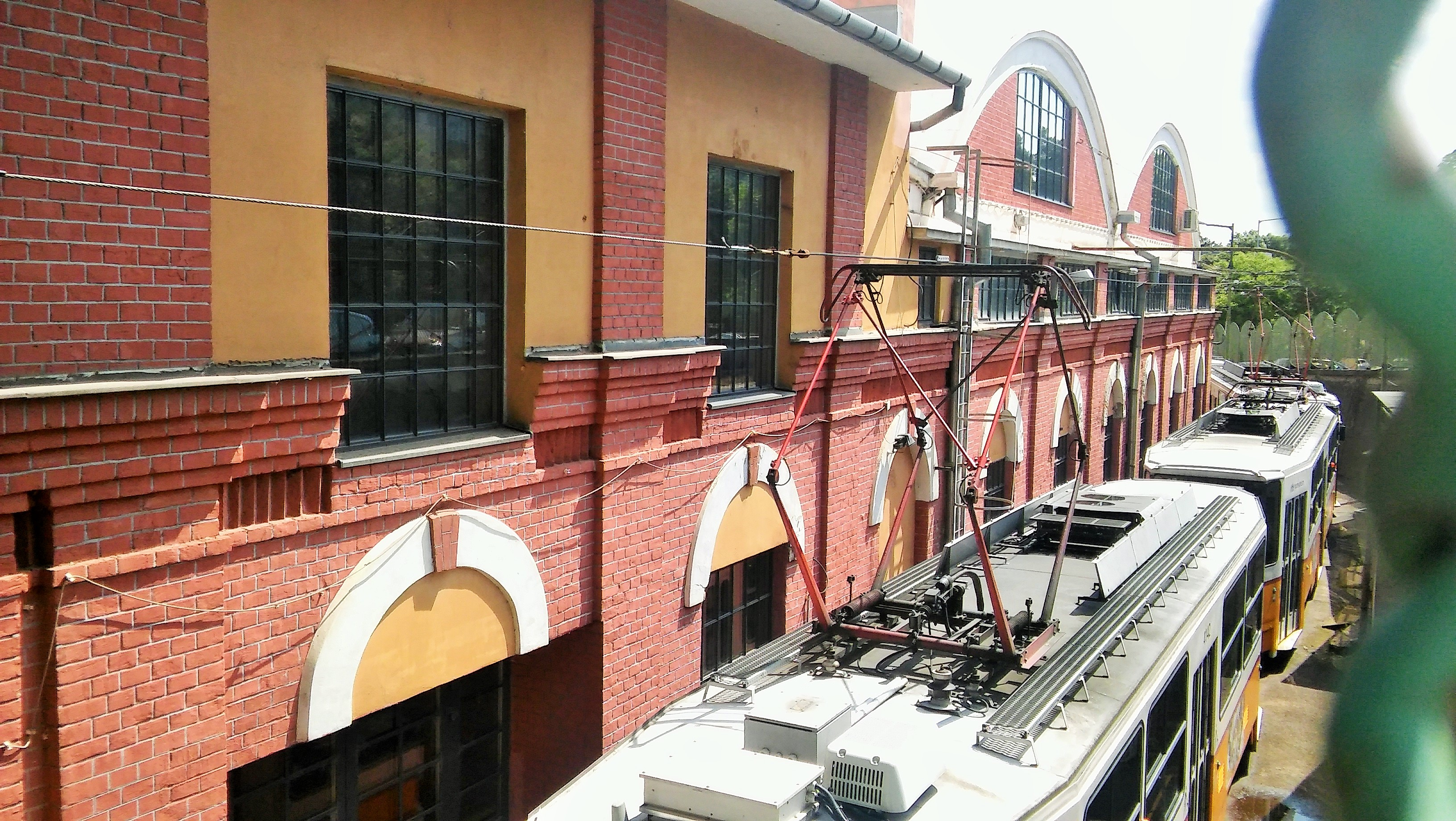
épületrészletek
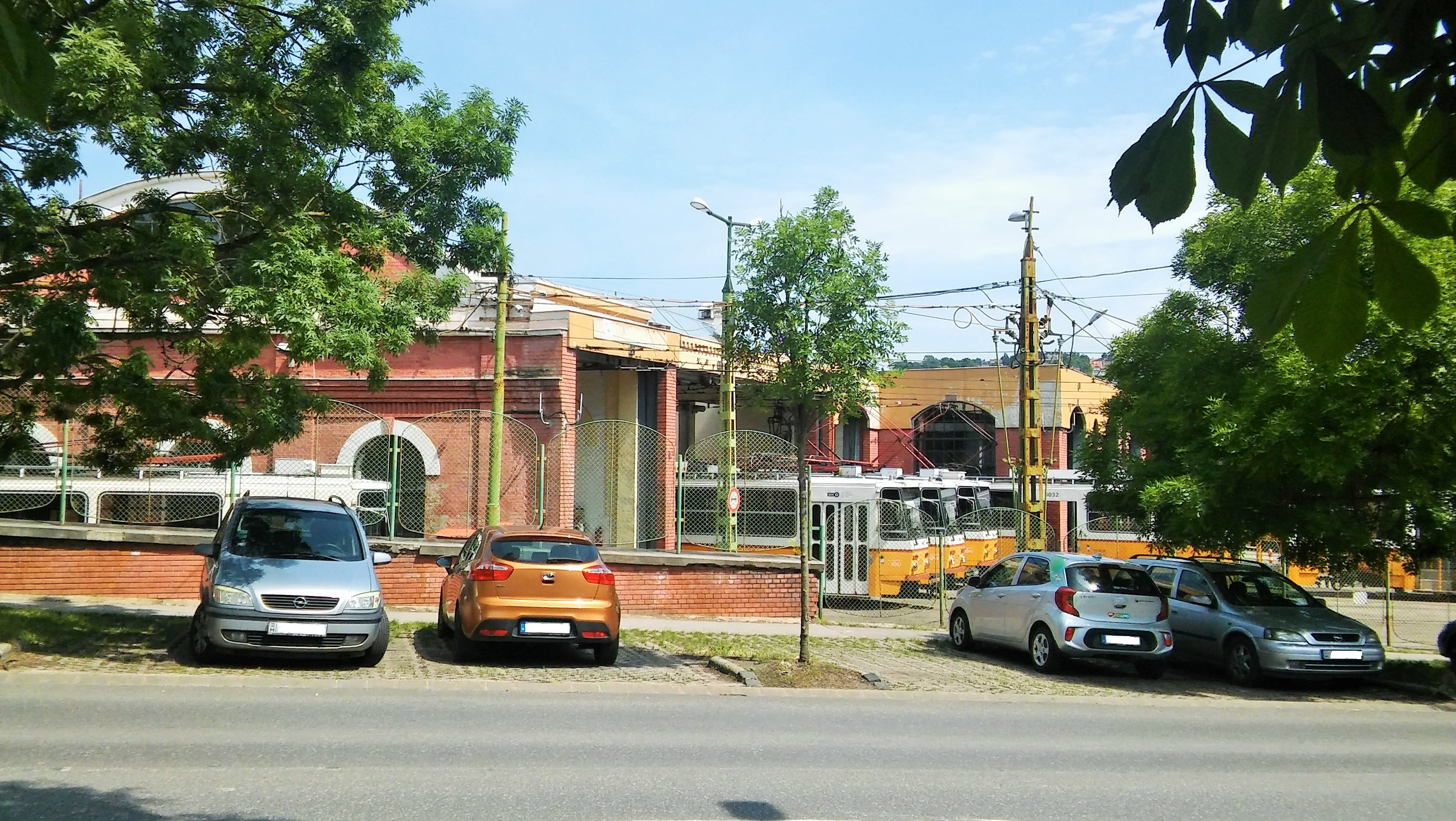
épületrészletek
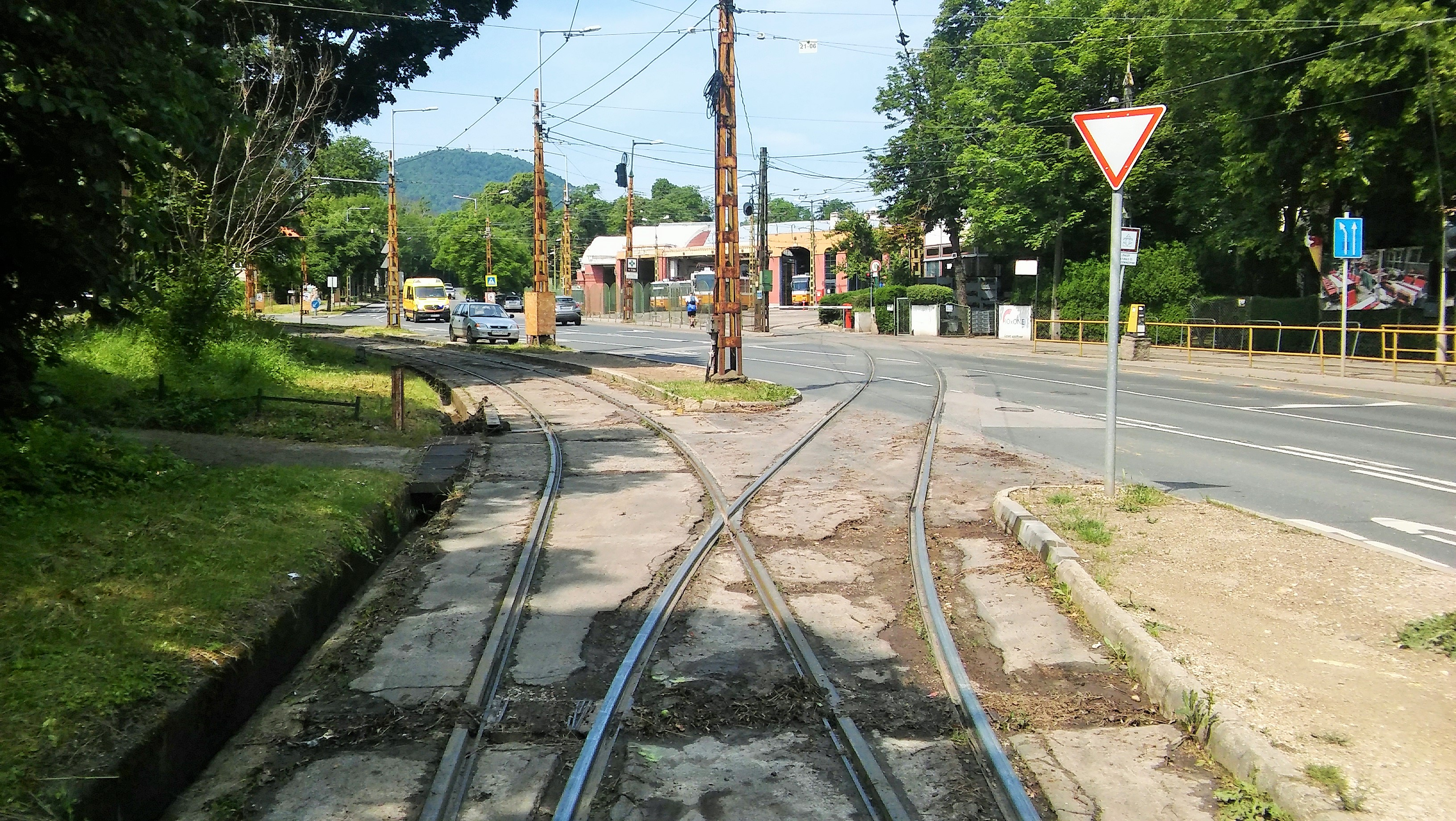
bevezető vágány
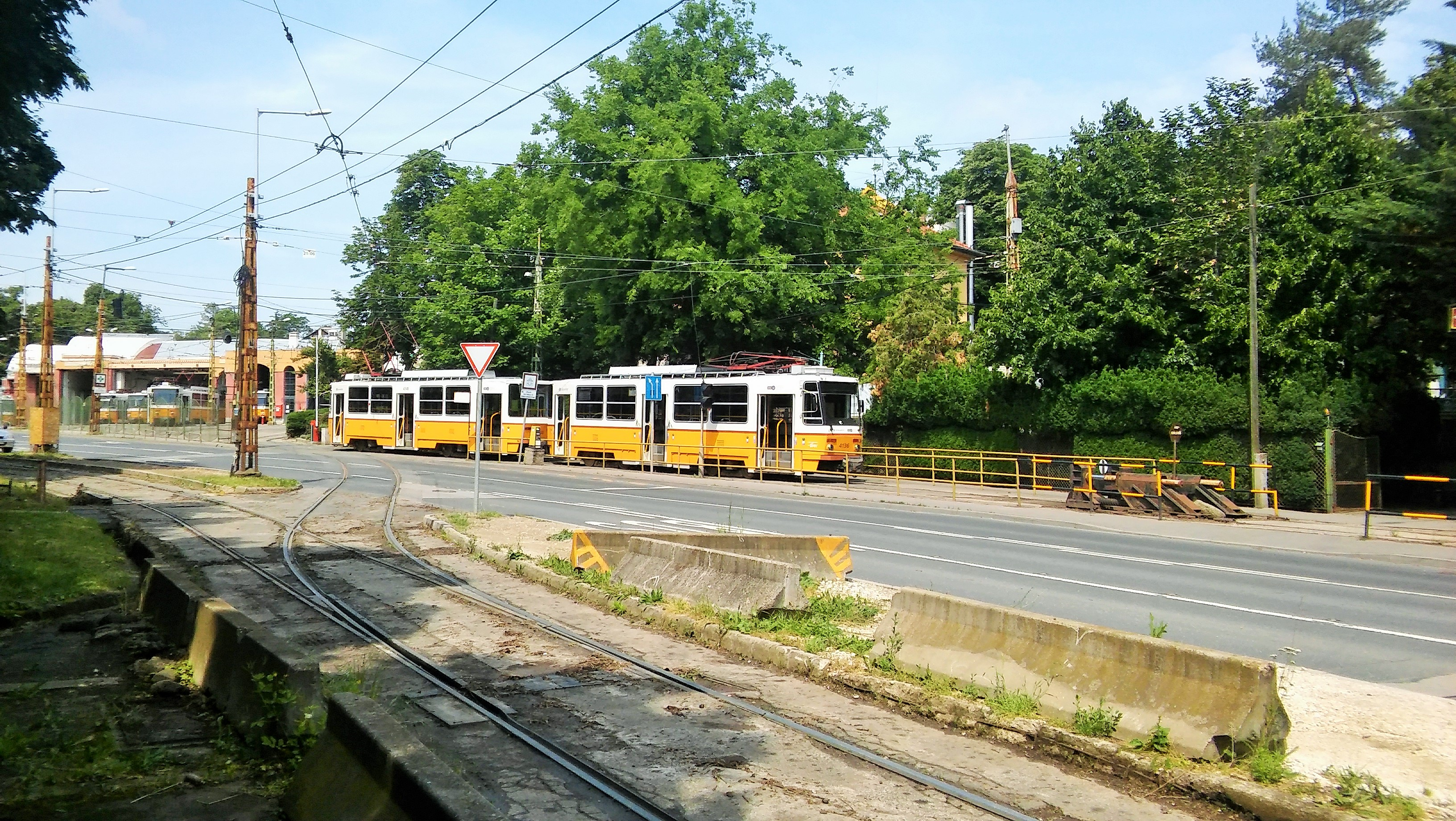
kiálló vágánycsonk
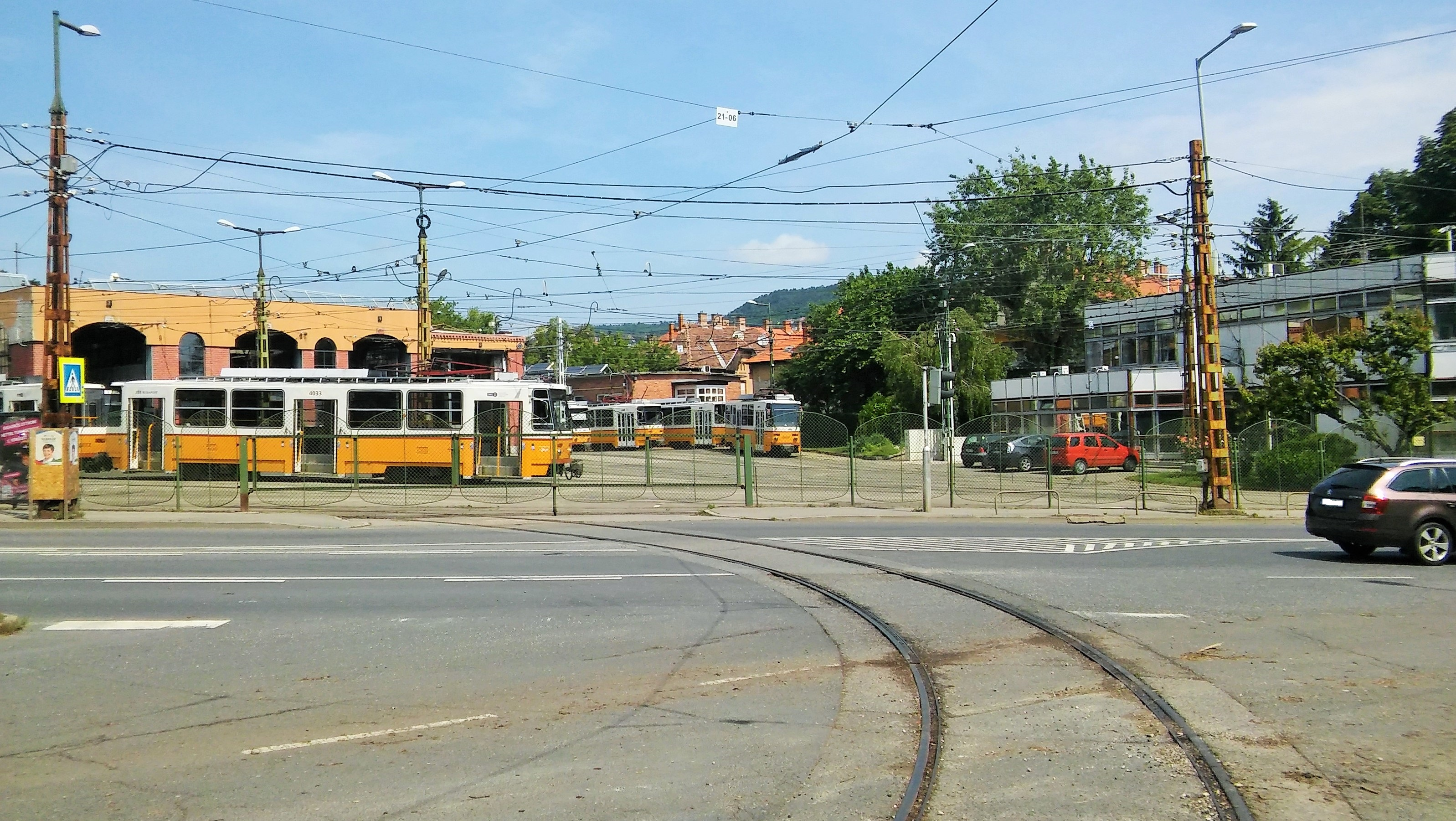
fordító (delta-) vágány
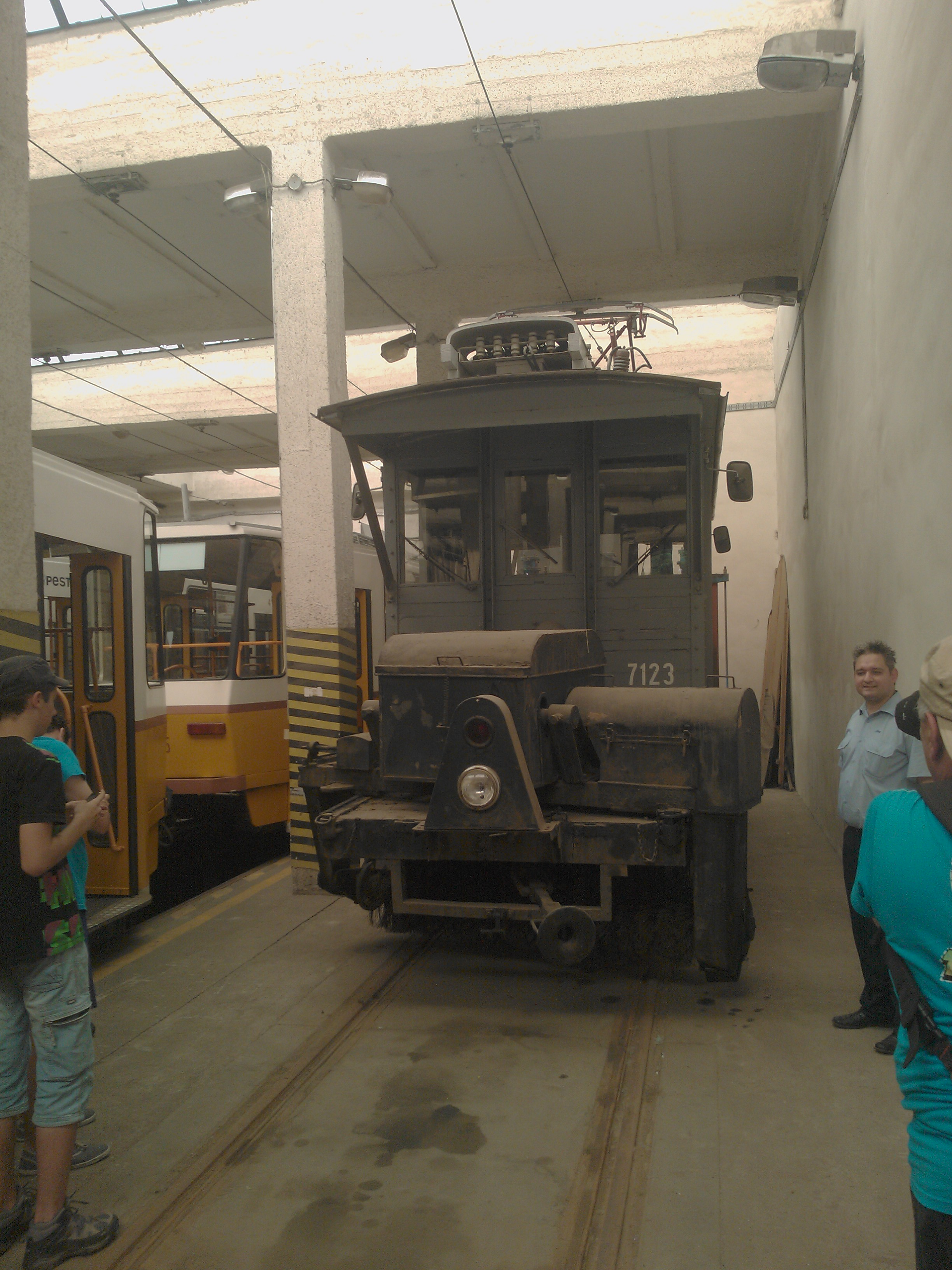
Roessemann és Kühnemann-rendszerű motoros fedett teherkocsi